# Herbert Brenon
Herbert Brenon est un réalisateur britannique, également scénariste, acteur et producteur, né Alexander Herbert Reginald St. John Brenon, le 13 janvier 1880 à Dublin (Irlande), mort le 21 juin 1958 à Los Angeles (États-Unis).

## Biographie
D'origine irlandaise, il émigra aux États-Unis en 1906. Il débuta au cinéma comme scénariste pour l'Independent Moving Picture Company.

## Filmographie

### Comme réalisateur
- 1912 : All for Her
- 1912 : Lady Audley's Secret
- 1912 : The Clown's Triumph
- 1912 : Fanchon the Cricket
- 1912 : The Dividing Line
- 1912 : Betty, the Coxswain
- 1912 : The Heart of a Gypsy
- 1912 : A Case of Dynamite
- 1912 : Reunited by the Sea
- 1912 : The Padrone's Daughter
- 1912 : Chappie the Chaperone
- 1912 : The Love Test
- 1912 : The Blind Musician
- 1912 : The Fugitives
- 1912 : Leah, the Forsaken
- 1912 : Vengeance
- 1912 : No Greater Love
- 1912 : Lass o' the Light
- 1912 : The Long Strike
- 1912 : The New Magdalen
- 1913 : Rags and Riches
- 1913 : In a Woman's Power
- 1913 : Dr. Jekyll and Mr. Hyde
- 1913 : Kathleen Mavourneen
- 1913 : The Bishop's Candlesticks
- 1913 : Blood Will Tell
- 1913 : She Never Knew
- 1913 : Secret Service Sam
- 1913 : The Comedian's Mask
- 1913 : The Last of the Madisons
- 1913 : The Angel of Death
- 1913 : Robespierre
- 1913 : Ivanhoé
- 1913 : The Anarchist

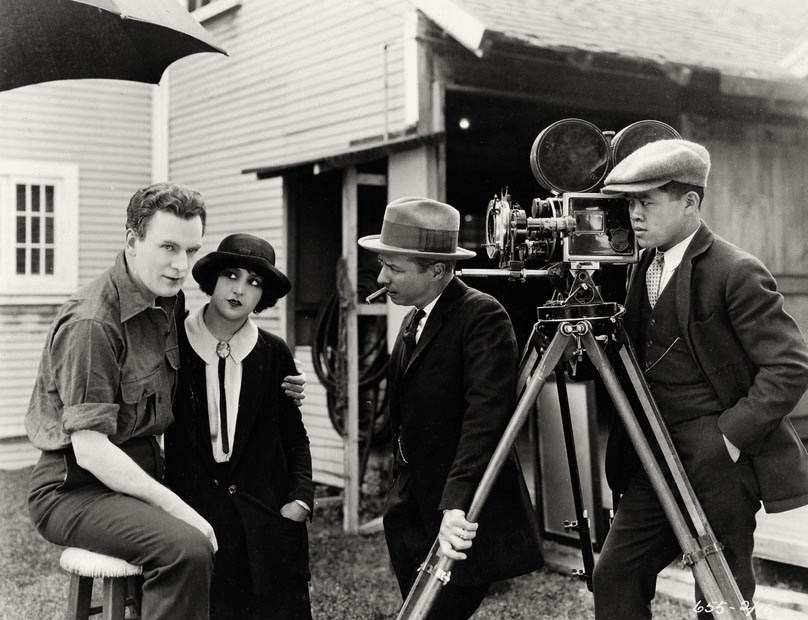
Herbert Brenon (au centre) sur le tournage du film Le Vainqueur (The Alaskan) en 1924.

- 1913 : The Child Stealers of Paris
- 1913 : Time Is Money
- 1913 : Love and a Throne
- 1914 : Watch Dog of the Deep
- 1914 : Absinthe
- 1914 : Neptune's Daughter
- 1914 : Love and a Lottery Ticket
- 1914 : Across the Atlantic
- 1914 : The Old Rag Doll
- 1914 : When the World Was Silent
- 1914 : When the Heart Calls
- 1914 : Redemption
- 1914 : The Tenth Commandment
- 1914 : In Self Defense
- 1914 : Peg o' the Wilds
- 1914 : Life's Shop Window
- 1915 : She Was His Mother
- 1915 : The Awaited Hour
- 1915 : The Heart of Maryland
- 1915 : The Kreutzer Sonata
- 1915 : The Clemenceau Case
- 1915 : The Two Orphans (en)
- 1915 : Sin
- 1915 : The Soul of Broadway
- 1916 : Bubbles
- 1916 : The Missing Witness
- 1916 : La Fille des dieux (A Daughter of the Gods)
- 1916 : The Governor's Decision
- 1916 : The Voice Upstairs
- 1916 : Épouses de guerre (War Brides)
- 1916 : The Price of Sacrilege
- 1916 : Love or an Empire
- 1916 : Whom the Gods Destroy
- 1917 : The Girl of the Hour
- 1917 : The Sins of a Brother
- 1917 : The Eternal Sin
- 1917 : La Cigarette révélatrice (The Lone Wolf)
- 1917 : La Chute des Romanoff (The Fall of the Romanoffs)
- 1918 : Victory and Peace
- 1918 : The Invasion of Britain
- 1918 : Empty Pockets
- 1918 : The Passing of the Third Floor Back
- 1919 : A Sinless Sinner
- 1919 : Quinneys
- 1919 : Principessa Misteriosa
- 1919 : Minuit Dix (12.10)
- 1920 : Béatrix d'après Béatrix, d'Honoré de Balzac
- 1921 : Passion Flower
- 1921 : Le Signe sur la porte (The Sign on the Door)
- 1921 : The Wonderful Thing
- 1922 : Any Wife
- 1922 : A Stage Romance
- 1922 : Shackles of Gold
- 1922 : Moonshine Valley
- 1923 : Sorella contro sorella
- 1923 : The Custard Cup
- 1923 : Cruel Sacrifice (The Rustle of Silk)
- 1923 : La Femme aux quatre masques (The Woman with Four Faces)
- 1923 : La Danseuse espagnole (The Spanish Dancer)
- 1924 : Mon homme (Shadows of Paris)
- 1924 : The Breaking Point
- 1924 : The Side Show of Life
- 1924 : Le Vainqueur (The Alaskan)
- 1924 : Peter Pan
- 1925 : The Little French Girl
- 1925 : L'École des mendiants (The Street of Forgotten Men)
- 1925 : A Kiss for Cinderella
- 1926 : The Song and Dance Man
- 1926 : Dancing Mothers
- 1926 : Beau Geste
- 1926 : God Gave Me Twenty Cents
- 1926 : Gatsby le Magnifique (The Great Gatsby)
- 1927 : The Telephone Girl
- 1927 : Sorrell and Son
- 1928 : Ris donc, Paillasse ! (Laugh, Clown, Laugh)
- 1929 : Le Forban (The Rescue)
- 1930 : Lummox
- 1930 : The Case of Sergeant Grischa
- 1931 : Beau Ideal
- 1931 : Transgression
- 1932 : Girl of the Rio (en)
- 1933 : Wine, Women and Song
- 1935 : Royal Cavalcade
- 1935 : Honours Easy
- 1936 : Someone at the Door
- 1936 : Living Dangerously
- 1937 : Spring Handicap
- 1937 : The Live Wire
- 1937 : The Dominant Sex
- 1938 : Yellow Sands
- 1938 : Housemaster
- 1939 : Black Eyes
- 1940 : The Flying Squad

### Comme scénariste
- 1917 : Tit for Tat
- 1911 : The Dream
- 1911 : The Aggressor
- 1911 : La Lettre écarlate (en)
- 1911 : For Her Brother's Sake
- 1911 : The Brothers
- 1912 : Shamus O'Brien
- 1912 : All for Her
- 1912 : Camille
- 1912 : The Blind Musician
- 1913 : Ivanhoe
- 1915 : The Clemenceau Case
- 1915 : The Two Orphans (en)
- 1916 : La Fille des dieux (A Daughter of the Gods)
- 1916 : War Brides (en)
- 1917 : The Eternal Sin
- 1919 : Principessa Misteriosa
- 1921 : Beatrice
- 1921 : Passion Flower
- 1921 : The Sign on the Door
- 1921 : The Wonderful Thing
- 1922 : Moonshine Valley
- 1926 : Beau Geste
- 1927 : Sorrell and Son

### Comme acteur
- 1912 : Shamus O'Brien : Tim Mooney
- 1912 : All for Her
- 1912 : The Clown's Triumph
- 1912 : The Dividing Line
- 1912 : Betty, the Coxswain : Ned Dean
- 1912 : The Blind Musician
- 1912 : The Long Strike
- 1913 : Dr. Jekyll and Mr. Hyde
- 1913 : Blood Will Tell
- 1913 : The Angel of Death
- 1913 : Ivanhoé : Isaac of York
- 1913 : Time Is Money : The Villain
- 1913 : Love and a Throne
- 1914 : Neptune's Daughter : Roador the Wolf
- 1914 : Love and a Lottery Ticket
- 1914 : Across the Atlantic : Oyama
- 1915 : The Heart of Maryland  : Lloyd Calvert
- 1915 : The Two Orphans (en) : Pierre
- 1916 : The Missing Witness
- 1917 : The Girl of the Hour
- 1917 : The Sins of a Brother

### Comme producteur
- 1914 : Absinthe
- 1917 : The Lone Wolf
- 1917 : The Fall of the Romanoffs
- 1918 : Empty Pockets
- 1923 : La Danseuse espagnole (The Spanish Dancer)
- 1924 : The Side Show of Life
- 1924 : Peter Pan
- 1927 : The Telephone Girl
- 1928 : Ris donc, Paillasse ! (Laugh, Clown, Laugh)
- 1931 : Transgression